# フリードリヒ・ヨハン・カール・ベッケ
フリードリヒ・ヨハン・カール・ベッケ（Friedrich Johann Karl Becke、1855年12月31日 - 1931年6月18日）は、オーストリアの鉱物学者、岩石学者である。鉱物の屈折率を調べるのに顕微鏡観察で生じる干渉縞である、「ベッケ線」を用いる方法を開発した。
当時、オーストリア＝ハンガリー帝国であったプラハに生まれた。1982年からチェルニウツィー大学 (Chernivtsi University) の教授となり、その後プラハ大学、ウィーン大学の教授を務めた。鉱物の切片を液中に浸して、干渉縞（ベッケ線）を観察する方法を開発した。
1929年にロンドン地質学会からウォラストン・メダルを受賞した。